# 楮构
楮构（学名：Broussonetia × kazinoki），又名楮、小構樹，为桑科构属的一个杂交种。分布在朝鲜、台湾、日本以及中国大陆的西南、华南等地，生长于海拔200米至2,000米的地区，常生长在沟边、低山地区山坡林缘和住宅近旁。
宋﹑金﹑元时发行的「会子」﹑「寳券」等纸币，多用楮皮纸制成，称为「楮币」。高丽纸以它制成。

## 延伸阅读
[在维基数据编辑]
 《欽定古今圖書集成·博物彙編·草木典·楮部》，出自陈梦雷《古今圖書集成》
 《植物名實圖考·楮》，出自吳其濬《植物名實圖考》